# Limnodynastes depressus
Limnodynastes depressus is een kikker uit de familie der Limnodynastidae. De soort werd voor het eerst wetenschappelijk beschreven door Michael James Tyler in 1976.
De kikker komt endemisch voor in Australië. De habitat bestaat uit droog subtropisch of tropisch grasland en zoetwatermoerassen. Limnodynastes depressus staat op de Rode Lijst van de IUCN als niet-bedreigd.